# Sent Julian e lo Bruelh
Sent Julian lo Chastél (en francès Saint-Julien-le-Châtel) és una comuna (municipi) de França, a la regió de la Nova Aquitània, departament de la Cruesa.
La seva població al cens de 1999 era de 172 habitants. Està integrada a la 'Communauté de communes du Carrefour des Quatre Provinces .

## Demografia
| 1968 | 1975 | 1982 | 1990 | 1999 |
| ---- | ---- | ---- | ---- | ---- |
| 279  | 246  | 190  | 174  | 172  |

## Administració
| Període | Identitat | Partit |
| ------- | --------- | ------ |
| 2001-   | Guy Nore  |        |